# Arosa Sociedad Cultural
L'Arosa Sociedad Cultural és un club de futbol gallec de la ciutat de Vilagarcía de Arousa, a la província de Pontevedra. Fundat el 1945, juga els seus partits com a local a A Lomba.
Actualment juga al grup I de Tercera Divisió però ha arribat a jugar diverses temporades a Segona B i fins i tot una a Segona Divisió.

## Història
Des de 1905 han existit a Vilagarcía diversos equips de futbol, federats o no, i el 1940 uns nois de la vila van formar l'Arosa SC. Amb tot, fins a 1945 l'equip no va poder federar-se atès que el camp de joc no tenia les mesures mínimes. El 27 de gener de 1946 s'inaugura oficialment el camp, tancat, amb un partit Arosa-Santiago (1-1). El primer partit oficial es va disputar a A Lomba el 3 de novembre de 1946 entre l'Arosa i la Sociedad Cultural de Pontevedra (3-1).
En menys de tres anys, l'Arosa SC aconsegueix passar de Sèrie A (cinquena categoria) a Segona Divisió. Va aconseguir l'ascens el 17 d'abril de 1949 en proclamar-se subcampió per darrere de l'Orensana. L'Arosa, però, va militar només una temporada a Segona.
Des d'aquesta època l'equip es va moure dues dècades per categories gallegues, fins que el 1975 torna a Tercera Divisió. El 1981 va jugar la seva primera promoció d'ascens a Segona B, i va caure derrotat contra el Reus Deportiu. Dos anys més tard, el 18 de juny de 1983 va aconseguir l'ascens després d'eliminar el Mestalla i l'Olot per 2-0 i 1-0, respectivament. Els anys següents va jugar diverses temporades a Segona B, i a la Copa del Rei es va enfrontar a la Reial Societat i a l'Osasuna.
El seu últim ascens a Segona B es va produir el 1993, després de proclamar-se campió de la categoria per primer cop a la seva història, i d'eliminar a la promoció al Moscardó d'Usera, el Lealtad de Villaviciosa i el Ríbert de Salamanca. La temporada següent no va aconseguir la permanència i, a partir de llavors, ha anat alternant entre la Tercera Divisió i la Preferent Autonòmica fins avui en dia.

## Dades del club
- Temporades a 1a: 0
- Temporades a 2a: 1
- Temporades a 2aB: 7
- Temporades a 3a: 46
- Millor posició a 2a: 16è (temporada 1949-50)

## Palmarès
- Tercera Divisió (1): 1992-93
- Subcampió de Tercera Divisió (3): 1948-49, 1980-81, 1982-83